# Eritrean Sign Language
Die Eritrean Sign Language (EriSL, Eritreische Gebärdensprache) ist eine Gebärdensprache, welche 15.000 Gehörlosen in Eritrea genutzt wird. Sie entwickelte sich aus der Svenskt teckenspråk (Schwedischen Gebärdensprache) und der Finnischen Gebärdensprache, die 1955 von schwedischen und finnischen christlichen Missionaren eingeführt wurden. Sie enthält eine bestimmte Anzahl lokaler eritreischer Gebärden und weist American-Sign-Language-basierte Einflüsse der Sudanese Sign Languages auf. Laut Rezenet Tsegay Moges sind 2011 70 % der eritreischen und finnischen Gebärden identisch. Seit 2005 unternimmt die Eritrean National Association of the Deaf Versuche eines Sprachpurismus um schwedische und finnische Gebärden aus dem EriSL-Lexikon durch „eritreische“ zu ersetzen und so eine eigenständige, „einheimische“ Sprache zu schaffen. Dieser Prozess wird als „Demissionisierung“ bezeichnet.